# Gekkan Comic Blade
A Gekkan Comic Blade (月刊コミックブレイド; Hepburn: Gekkan Komikku Bureido; angol nyelvterületeken gyakran Monthly Comic Blade) egy japán sónen mangamagazin, amelyet a Mag Garden jelentet meg 2002 februárja óta. Az újságban megjelenő mangasorozatokat a Blade Comics (ブレイドコミックス; Hepburn: Bureido Komikkusu) lenyomatban adják ki tankóbon formában.

## Az újságban megjelent mangák
- 13 Game (Isikava Miszaki)
- A Girls (Itabasi Maszahiro)
- Akumagari (Todono Szeiucsirou)
- Amancsu! (Amano Kozue)
- Ame no murakumono (Penguin Gunszó)
- Anime no dzsikan (Aoi Toto)
- Ar Tonelico: Arpeggio (ayamegumu)
- Ar Tonelico II (ayamegumu)
- Ares (Szeto Narumi)
- Aria (Amano Kozue)
- Atelier Rorona: Vatashi no takaramono (Kuszano Houki)
- Babelheim no sónin (Furumi Sóicsi)
- Bacchon Girls (Macsida Tosiko)
- BaggataWay (Kohinata Iroha)
- Banana no Nana (Onijazu Kakasi)
- Becuni ijarasi imi dzsjanaku issó ni Sun demo kamavanai jo Margaret (Nikaidó Hikaru)
- Beyond the Beyond (Vatanabe Jositomo)
- Bincsó-tan (Ekusza Takahiko)
- The Birth of Walküre (Fudzsi Hirosi)
- Clockwork (Tomiszava Josihiko)
- Corpse Party: Another Child (Team Gris Gris)
- Crown (Nakanisi Tacuró)
- Cry Eye (Szorano Akira)
- Cubakiiro Ballad (Szumeragi Hamao)
- Cubura na vakuszei (Kaneko Naoja)
- Dance Dance Dance! (Morita Juzuka)
- Datensi kanan (Hara Jui)
- Desert Coral (Murajama Vataru)
- Drc2 (Itó Sin)
- Dragon Sister! (Nini)
- Dream Gold: Knights in the Dark City (Nakanisi Tacuró)
- Dzsagan tantei Nekuro-szan no dzsikenbo (Akira)
- E (Ósiro Sinri)
- Elemental Gelade (Azuma Majumi)
- Eleven Soul (Todono Szeiucsiró)
- Esprit (Cucui Taisi)
- Fatalizer (Kobajasi Ritz)
- Farial Garden (Szakurano Minene)
- Fukashigi Philia (Cucui Taisi)
- Full Metal Daemon: Muramasa (Nitroplus, Gotó Midori)
- Gadget (Etoh Hirojuki)
- Gamerz Heaven (Murakami Maki)
- Ghost Hound: Another Side
- The Glory of Walküre (Fudzsi Hirosi)
- Glory Road (Nakanisi Tacuró)
- The Good Witch of the West (Ogivara Noriko)
- Gjakuszacu mahó sódzso Belial Strawberry (Akira)
- Hakobune hakuso (Fudzsino Mojamu)
- Hirameki Hacume-csan (Daioki)
- Hitogatana (Onigunszó)
- Hosi no dai Circus (Szakurano Minene)
- Hosi no ue de meguru (Kurahasi Juuszu)
- Hosi no Witch (Hara Jui)
- Igazukin (Tana Kanoka)
- Jinki: Extend (Tunaszima Sziró)
- Junkyard Magnetic (Murajama Vataru)
- Kageró Nostalgia: Sin só (Kubo Szatomi)
- Kjoraku Legion (Aszano Rin)
- Kjó, Curry! (Simano Jae)
- Lost Seven (Nakasima Kazuki)
- Mahó kabusiki gaisa (Szakano Anri)
- Mahó sódzso Pretty Bell (Kakeru)
- Mahó no Silver Bullet (Macuoka Michihiro, Kurobeni Aotoki)
- Mamotte sugogetten Retrouvailles (Szakurano Minene)
- Minami kamakura kókó dzsosi dzsitensa-bu (Macumoto Norijuki)
- Mizunohe monogatari (Majuki Miva)
- More Starlight to Your Heart (Macuba Hiro)
- Mortal Metal sibagane (Szato Dzsunicsi, Kavamori Sodzsi, Satelight)
- Mother Keeper (Szorano Kaili)
- Muzzle-Loader: Wellber no monogatari (Boyakasha)
- Naki sódzso no tame no pavane (Koge-Donbo)
- Neko Rahmen (Szonisi Kendzsi)
- New Paradise (Kinosita Szakura)
- Otogi-Dzsúsi Akazukin (Kumaszaka Sogo)
- Otogizósi (Szeto Narumi)
- Paka Run (Nanae Chrono)
- Paradox Blue (Nakanisi Tacuró)
- Peace Maker kurogane (Nanae Chrono)
- Pontera (Sankaku Head)
- Puchi-Hound (nekoneko)
- Princess Lucia (Szeo Kódzsi)
- R²: Rise R to the Second Power (Hakoda Maki)
- Rain (Josino Takumi)
- Robotics;Notes (5pb.)
- Rui-Rui (Makutsu)
- Rurigaki joruko no juigon (Mijasita Miki)
- Saint October (Kumaszaka Sogo)
- Szengoku jóko (Mizukami Szatosi)
- Szenki szenki momotama (Nanae Chrono)
- Sindó gekidzsó Get Wild (Shindó Daiszuke)
- Sirajuki PaniMix! (Kirihara Izumi)
- Sikigami×Sódzso (Kubota Hirosi)
- Sketchbook (Kobako Totan)
- Sonicom (Nitroplus)
- Szoredzsaa Josida-kun! (Josimura Nacuki)
- Softenni (Azucsi Rjo)
- Steins;Gate: Bókan no Rebellion (Mizuta Kendzsi)
- Steins;Gate: Hijoku renri no Sweets Honey (Cucui Taisi)
- Stigmata (Ko Yasung)
- Szuasi no Meteorite (Konisi Maszahisza)
- Szumikko no Szora-szan (Tana Kanoka)
- Tabi to micsizure (Tana Kanoka)
- Takeru: Susanoh: Sword of the Devil (Nakasima Kazuki)
- Tales of Symphonia (Icsimura Hitosi)
- Tengai Retrogical (Aszano Rin)
- The First King Adventure (Fudzsimo Mojamu)
- The Innocent (Avi Arad, Fudzsiszaku Dzsunicsi)
- The Mythical Detective Loki Ragnarok (Kinosita Szakura)
- Sky Crawlers: Innocent Aces (Uedzsi Juho)
- Tokumu kikótai kucsikura (Szakurai Josiki, Production I.G)
- Toraneko Folklore (Azuma Mayumi)
- Ucsú rosin muumo (Munekichi)
- Umi monogatari: Anata ga ite kureta koto (Kacuragi Akira)
- Urava Holy Order (Jamamoto Kazuo)
- Van pagu! (Micuja Rjo)
- Vaizard (Josida Micsihiro)
- W Change!! (Macuba Hiro)
- Your and My Secret (Morinaga Ai)
- Zodiac Game (Shinjirou)